# Die Super-Cops – Allzeit verrückt!

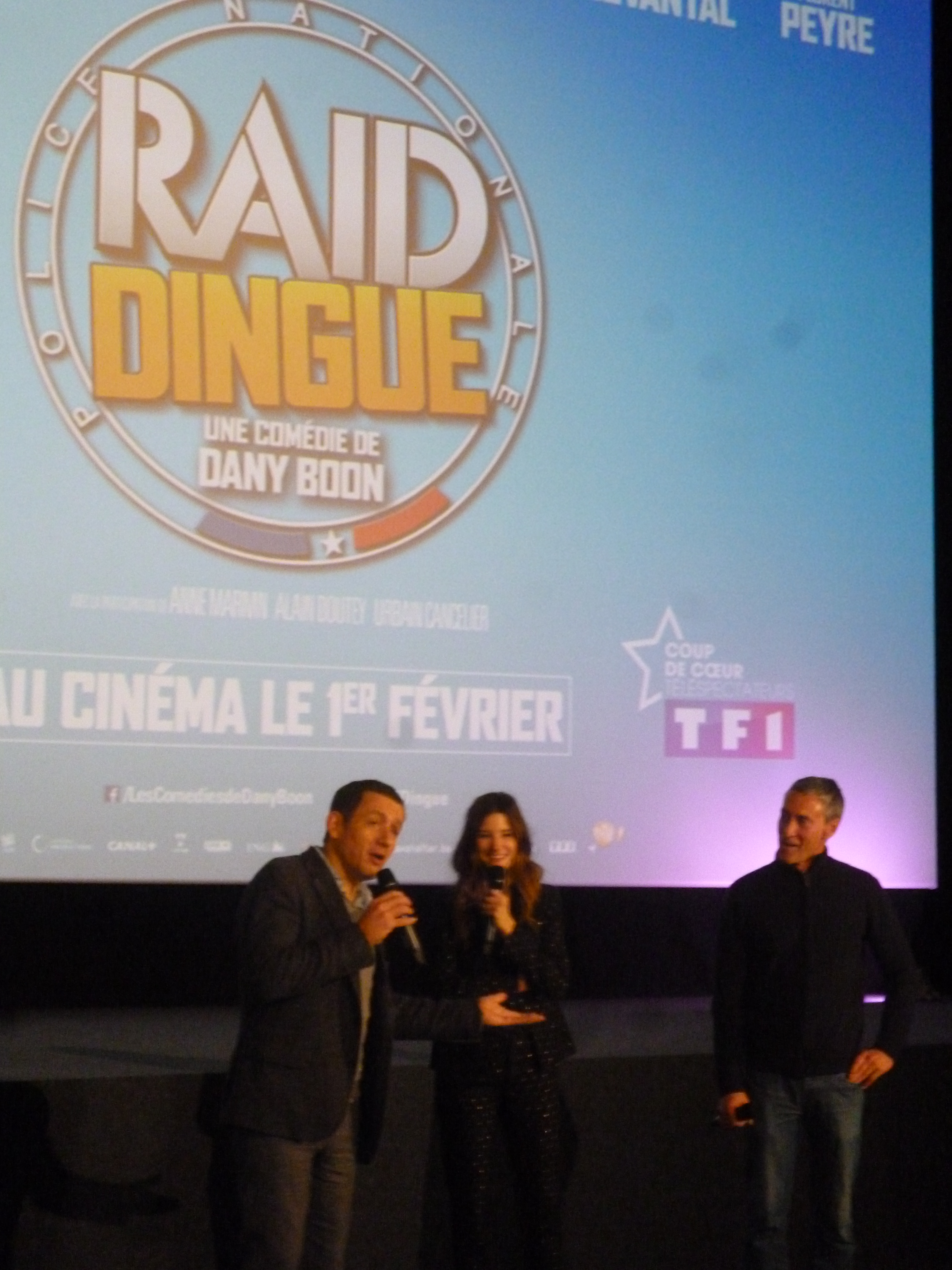
Raid Dingue - Dany Boon

Die Super-Cops – Allzeit verrückt! ist eine französisch-belgische Filmkomödie von Dany Boon aus dem Jahr 2016.

## Handlung
Johanna Pasqualis größter Traum ist es, bei der Spezialeinheit der französischen Police nationale, RAID, eingestellt zu werden. Die Tochter des französischen Innenministers Jacques Pasquali hat es jedoch nur zur Police nationale als einfache Polizistin geschafft und wird aufgrund ihrer Tollpatschigkeit auch dort nur ungern für Einsätze eingeteilt. Johanna hat sich bereits mehrfach bei der RAID beworben und auch beim erneuten Versuch wird sie aufgrund schlechter Zeugnisse abgewiesen, auch wenn ihre Kollegen bei der Police nationale sie gerne loswären. Nachdem sie Bankräubern zur Flucht verholfen und den Bankleiter niedergeschlagen hat, wird sie suspendiert. Dies trübt ihre Stimmung ungemein, sodass ihr selbst die Lust auf die Ehe mit dem reichen Edouard vergeht. Um seine Tochter von ihrer RAID-Besessenheit zu heilen, setzt Jacques Pasquali beim RAID-Leiter Patrick Legrand heimlich durch, dass sie in die RAID als Auszubildende aufgenommen wird. Er hofft, dass ihr nach höchstens zwei Monaten die Lust vergeht.
In der RAID wird Johanna mit 15 weiteren Bewerbern durch Eugène Froissard ausgebildet. Der wurde gerade von seiner Frau verlassen und steht Frauen mehr als kritisch gegenüber. Die anderen Auszubildenden sind von Johanna begeistert und unterstützen sie, und auch Patrick Legrand hilft ihr, die ersten harten Wochen zu überstehen. Johannas Liebe zur RAID nimmt eher zu, was ihren Vater dazu bringt, bei Legrand zu intervenieren. Sie soll langweilige Arbeiten erhalten, um freiwillig aus der RAID auszusteigen. Einen Einsatz, bei dem sie lediglich Verdächtige abhören soll, entwickelt sich unter ihrem chaotischen Mitwirken zunächst katastrophal, führt am Ende aber dennoch zur Verhaftung der Verdächtigen. Als Jacques Pasquali Legrand eine Frist von einer Woche setzt, um seine Tochter zu entlassen, nimmt der sie als Jahrgangsbeste in die RAID Paris auf.
Johannas erster Einsatz erfolgt bei einem Überfall mit Geiselnahme durch die serbische Leoparden-Gang. Statt beim Zugriff dabei zu sein, wird sie in ein Café abgeschoben, damit sie in Sicherheit ist und keinen Unsinn macht. Hier trifft sie auf Viktor, dessen serbischen Dialekt sie als elsässisch interpretiert. Sie verrät ihm, wie die RAID-Einheit zugreifen wird, und Viktor warnt die Mitglieder der Leoparden-Gang. Beim Christopher Street Day trifft Johanna Viktor wieder und verrät beim gemeinsamen Essen die Einzelheiten eines weiteren Einsatzes, bei dem große Mengen Bargeld transportiert werden sollen. Gleichzeitig zum Transport findet auch ein Treffen internationaler Staatschefs mit Beteiligung des serbischen Präsidenten statt.
Überraschend wird Johanna kurz vor der Hochzeit von ihrem Freund verlassen. Trost findet sie bei Eugène, der angefangen hat, Johanna in einem neuen Licht zu sehen. Beide verbringen an seinem Geburtstag die Nacht gemeinsam, auch wenn sie dies geheim halten wollen. Am nächsten Tag ist der Einsatz der RAID beim Geldtransport, auch wenn bekannt geworden ist, dass die Leopardengang durch einen Maulwurf weiß, welche Strecke der Wagen fahren wird. Da die Staatsmänner alle selbst Bodyguards haben, verzichtet die RAID auf eine Absicherung der Parallelveranstaltung. Als Johanna den serbischen Präsidenten im Radio sprechen hört, erkennt sie, dass Viktor eigentlich Serbe ist und sie der unbekannte Maulwurf sein muss. Ihr wird klar, dass die Leopardengang den serbischen Präsidenten ermorden will, doch glaubt ihr niemand. Allein begibt sie sich zum Schloss Vaux-le-Vicomte und bringt alle Staatsmänner durch einen Pistolenschuss dazu, das Schloss zu verlassen. Kurz darauf wird das Gebäude durch die Leopardengang in Schutt und Asche gelegt. Die RAID kommt an und Eugène und sein Partner Olivier Lopez begeben sich ins Gebäude, wo sie auch Johanna und ihren Vater treffen und gemeinsam die Leopardengang besiegen. Der verletzte Eugène wird am Ende von Johanna aus dem Gebäude getragen. Einige Tage später wird Johanna vom französischen Staatspräsidenten für ihren Einsatz mit der Medaille für besondere Dienste ausgezeichnet.

## Produktion

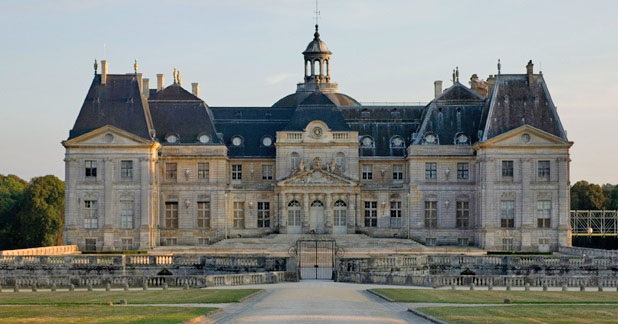
Schloss Vaux-le-Vicomte, ein Drehort des Films

Die Super-Cops – Allzeit verrückt! war Dany Boons fünfte Spielfilm-Regiearbeit und nach Der Nächste, bitte! (2012) und Super-Hypochonder (2014) die dritte Zusammenarbeit mit Alice Pol. Der Film wurde ab Ende Februar in Frankreich und Belgien gedreht. Während der Dreharbeiten ereigneten sich im März mehrere Terroranschläge in Brüssel, sodass geplante Aufnahmen am Flughafen Brüssel-Zaventem abgesagt und verlegt wurden. Infolge der Anschläge veränderte Dany Boon das Ende seines Films, da aus Sicherheitsgründen geplante Aufnahmen auf einem Boot auf der Seine untersagt wurden. Szenen im Trainingscenter des RAID entstanden in Villacoublay, Schlossszenen wurden im Schloss Vaux-le-Vicomte gedreht. Die Kostüme schuf Laetitia Bouix, die Filmbauten stammen von Hervé Gallet.
Die Super-Cops – Allzeit verrückt! erlebte seine Premiere am 19. Dezember 2016 in Liévin und lief am 1. Februar 2017 in den französischen Kinos an. Mit über 4,5 Millionen Besuchern war er 2017 in Frankreich der erfolgreichste französische Film an den Kinokassen und der zweiterfolgreichste Film des Jahres nach Ich – Einfach unverbesserlich 3. In Deutschland erschien der Film am 24. November 2017 direkt auf DVD.

## Synchronisation

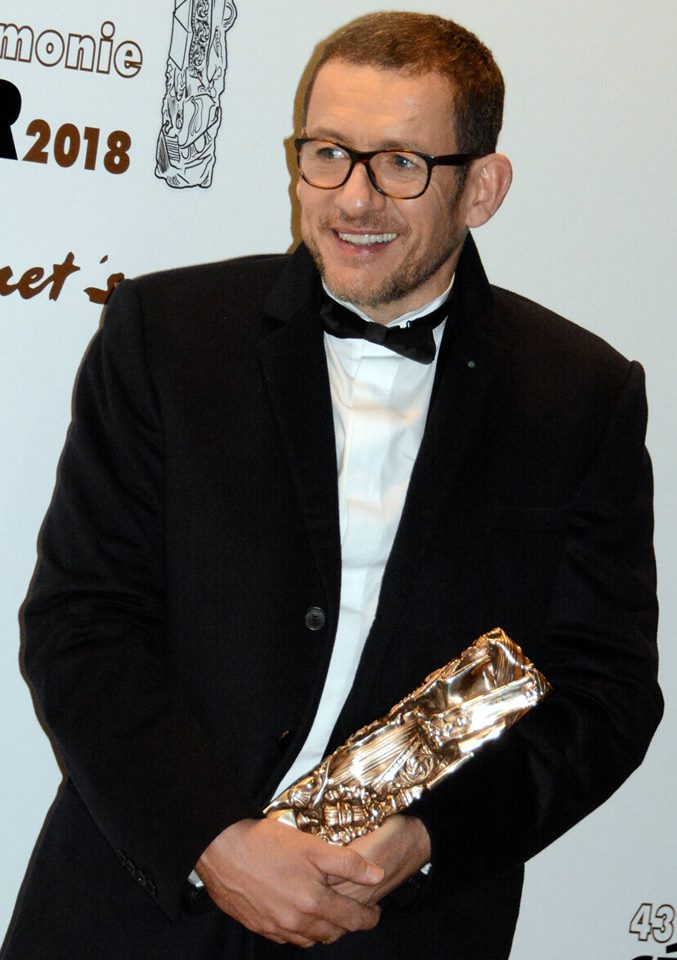
Dany Boon mit dem Publikumspreis des César 2018

| Rolle                  | Darsteller           | Synchronsprecher    |
| ---------------------- | -------------------- | ------------------- |
| Johanna Pasquali       | Alice Pol            | Magdalena Turba     |
| Eugène Froissard       | Dany Boon            | Olaf Reichmann      |
| Jacques                | Michel Blanc         | Tobias Lelle        |
| Viktor                 | Yvan Attal           | Marcus Off          |
| Marie Dubarry          | Sabine Azéma         | Judith Steinhäuser  |
| Edouard Dubarry        | Patrick Mille        | Peter Flechtner     |
| Patrick Legrand        | François Levantal    | Ronald Nitschke     |
| Isabelle               | Anne Marivin         | Gundi Eberhard      |
| Oliver Lopez           | Florent Peyre        | Arne Stephan        |
| Bernard Dubarry        | Alain Doutey         | Hans-Jörg Krumpholz |
| Präsident der Republik | Urbain Cancelier     | Roland Hemmo        |
| Eric Scherz            | François Vincentelli | Daniel Johannes     |

## Auszeichnungen
Die Super-Cops – Allzeit verrückt! gewann 2018 den erstmals vergebenen Publikumspreis des César 2018.